# Anna Medwecka-Kornaś
Anna Medwecka-Kornaś (* 28. August 1923 in Krakau, Polen) ist eine polnische Botanikerin.
Ihr botanisches Autorenkürzel lautet „Medw.-Kornaś“.

## Werdegang
Anna Medwecka-Kornaś wurde als Tochter des Juristen Wiktor Medwecki und der promovierten Geologin und Lehrerin Maria Medwecka, geb. Bieganska geboren. Sie besuchte in Krakau von 1930 bis 1936 die Grundschule und wechselte danach an eine höhere Mädchenschule. Aufgrund der deutschen Besetzung während des Zweiten Weltkrieges konnte sie den Unterricht an der höheren Mädchenschule nicht mehr fortsetzen und besuchte stattdessen den heimlichen Unterricht. So erlangte sie die Hochschulreife im Jahr 1942. Ab dem Jahr 1943 belegte sie Untergrund-Hochschulkurse, die an der Jagiellonen-Universität angeboten wurden. Anna Medwecka hatte sich für ein Studium der Naturwissenschaften entschieden und erhielt ihr Diplom im Jahr 1946. Sie heiratete Jan Kornaś, mit dem sie an mehreren Projekten gemeinsam gearbeitet hat.
Anna Medwecka-Kornaś arbeitete von 1945 bis 1947 am Forstwissenschaftlichen Institut in der Abteilung für Waldschutz. Ab 1947 nahm sie ihre Tätigkeit an der Jagiellonen-Universität auf. Sie wirkte dort von 1947 bis 1950 als Juniorassistentin. Im Jahr 1950 wurde sie promoviert. Ihre Doktorarbeit setzte sich mit der Pflanzengemeinschaft des Schweizer Jura auseinander. Sie wurde danach Seniorassistentin an der Universität und ab 1956 Dozentin. 1962 wechselte Anna Medwecka-Kornaś an das Institut für Botanik der Polnischen Akademie der Wissenschaften. Von 1963 bis 1969 übernahm sie dort die Leitung der Abteilung Naturschutz. Im Jahr 1973 wechselte sie an die Jagiellonen-Universität. Sie hatte dort die Leitung der neu eingerichteten Abteilung Pflanzenökologie des Fachbereichs Botanik inne. Im Jahr 1980 wurde sie zur ordentlichen Professorin berufen. Ihre wissenschaftliche Tätigkeit setzte sie des Weiteren am Institut für Botanik an der Universität in Krakau fort.

## Wirken
Anna Medwecka-Kornaś wissenschaftliches Interesse lag auf dem Gebiet der Pflanzensoziologie. Sie beschäftigte sich hier vor allem mit Aspekten der Ökologie, des Naturschutzes und der Pflanzengeographie. Sie führte mehrere Studien in Polen, Kanada und Afrika durch. Die Ergebnisse ihrer Forschungen veröffentlichte sie in Form von Fachartikeln, Übersichtsarbeiten und populärwissenschaftlichen Beiträgen. Des Weiteren erstellte sie mehrere Pflanzenkarten. Als Co-Autorin war sie an acht Büchern zu den Themen Ökologie und Pflanzengeographie beteiligt. Bedeutsame Werke waren Vegetation of Poland, Biological aspects of plant conservation (1981) und Geografia roślin (1986). Sie war zusätzlich Herausgeberin zweier polnischer Fachzeitschriften.

## Würdigung
Anna Medwecka-Kornaś Verdienste für Ökologie und Umweltschutz wurden 1979 mit dem polnischen Ritterkreuz geehrt. Im Jahr 1982 wurde ihr der Van-Tienhoven-Preis der Alfred Toepfer Stiftung F. V. S. verliehen. Die Władysław-Szafer-Medaille der Polnischen Botanischen Gesellschaft wurde ihr 1989 überreicht. 1995 wurde sie Ehrenmitglied der Polnischen Botanischen Gesellschaft, 2003 Mitglied der Polska Akademia Umiejętności. 2013 wurde sie mit der Silbermedaille Plus Ratio Quam Vis der Jagiellonen-Universität ausgezeichnet.

## Veröffentlichungen
Anna Medwecka-Kornaś hat etwa 240 Publikationen veröffentlicht, darunter folgende Bücher:
- Anna Medwecka-Kornaś: Zespoły leśne Gorców = Les Associations Forestières des Gorce : (Karpathes Occidentales Polonaises). [ohne Verlag], Kraków 1955
- Anny Medweckiej-Kornaś (Redaktion): Studia ekosystemów lasu bukowego i łąki w Ojcowskim Parku Narodowym: praca zbiorowa. Ecosystem studies in a beech forest and meadow in the Ojców National Park. Państwowe Wydawnictwo Naukowe, Kraków 1967
- Anny Medweckiej-Kornaś (Redaktion): Doliny potoków Jaszcze i Jamne w Gorcach: studium przyrody, zagospodarowania i ochrony terenów górskich: praca zbiorowa = Jaszcze and Jamne stream valleys in the Gorce Mts.: a study of their nature, management and protection. 2 Teile, Państwowe Wydawnictwo Naukowe, Kraków 1968 und 1970
- Anna Medwecka-Kornaś (Redaktion): Przyroda północnej części Puszczy Niepołomickiej i jej ochrona. Nature of the Northern part of Niepołomice Forest and its conservation. 2 Teile, Państwowe Wydawnictwo Naukowe, Kraków 1971 und 1973
- Jan Kornaś, Anna Medwecka-Kornaś: Geografia roślin. Państ. Wydaw. Naukowe, Warszawa 1986, ISBN 8301061227
- Jan Konraś, Anna Medwecka-Konraś, Krystyna Towpasz: Rośliny naczyniowe Pogórza Ciężkowickiego (Karpaty Zachodnie) = Vascular plants of Pogórze Ciężkowickie (Western Carpathians). Instytut Botaniki UJ, Kraków 1996, ISBN 8323310017

Bibliografie:
- Bożena Pietras: Jan Kornaś, Anna Medwecka Kornaś – bibliografia publikacji 1946–1986. nakładem Uniwersytetu Jagiellońskiego, Kraków 1988 (Bibliografie von Jan Kornaś (S. 5–44) und Anna Medwecka-Kornaś (S. 45–66))

Neben botanischen Fachartikeln veröffentlichte sie auch zwei Gedichtbände:
- Anna Medwecka-Kornaś (Autorin und Illustratorin): Moje rymowanki i wiersze: te dawne i te dzisiejsze. Polskie Towarzystwo Botaniczne, Warszawa 2022, ISBN 9788396350367; Polska Akademia Nauk, Warszawa 2022, ISBN 9788396185341; WNUP, Kraków 2022, ISBN 9788380848917
- Anna Medwecka-Kornaś (Autorin und Illustratorin): Moje rymowanki i wiersze: raz jeszcze. Band 2, Polskie Towarzystwo Botaniczne, Warszawa 2023, ISBN 9788396979810; WN UKEN, Kraków 2023, ISBN 9788368020144